# Change (In the House of Flies)
"Change (In the House of Flies)" é uma canção da banda de metal alternativo Deftones, lançada como o primeiro single de seu terceiro álbum de estúdio White Pony. Foi o single mais bem sucedido da banda até o momento, estreando na posição nº 3 na parada Alternative Songs, no nº 53 na UK Charts e no nº 5 no Bubling Hot 100 da revista Billboard.
A música foi muito passada nas rádios de rock da época, além de ter sido colocada na compilação do canal Muchmusic, o CD Big Shiny Tunes 5, e na compilação MTV The Return of the Rock, Vol. 2.
A canção também aparece na compilação da banda B-Sides and Rarities e no DVD ao vivo da banda Music in High Places: Live in Hawaii.

## Single
O single foi lançado no dia 27 de junho de 2000.
| N.º | Título                           | Compositor(es)                 | Duração |  |
| 1.  | "Change (In the House of Flies)" | Deftones                       | 4:58    |  |
| 2.  | "Crenshaw"                       | Deftones                       | 4:49    |  |
| 3.  | "No Ordinary Love"               | Sade Adu and Stuart Matthewman | 5:32    |  |

## Videoclipe
O videoclipe foi dirigido por Liz Friedlander, e mostra a banda tocando numa festa com pessoas drogadas e com máscaras de animais. O vídeo teve bastante rotação na MTV e no canal canadense Muchmusic.

## Covers
As bandas Breaking Benjamin, Seether e Three Days Grace já fizeram covers ao vivo da canção. A banda Emill Bulls fez um cover acústico da música.

## Referencias Culturais
- A canção foi usada nos filmes  A Rainha dos Condenados, Little Nicky e na versão americana de 2002 do filme anime japonês  Dragon Ball Z: A Vingança de Cooler.
- Também foi usado no episódio "Hourglass" (Episódio 19 da terceira temporada) do programa de televisão  Alias e no episódio piloto da série de televisão de curta duração Wolf Lake.
- A música é destaque no trailer para a sétima temporada de  Dexter.